# تهیلاکادا
تهیلاکادا (به لاتین: Thelikada) یک منطقهٔ مسکونی در سری‌لانکا است که در استان جنوبی (سری‌لانکا) واقع شده‌است.